# Région de Winnipeg
La région de Winnipeg est une division du Manitoba au Canada.

## Principales communautés
- City of Winnipeg
- City of Selkirk
- Stonewall
- Niverville
- Dunnottar
- RM de Cartier
- RM de East St. Paul
- RM de Headingley
- RM de Macdonald
- RM de Ritchot
- RM de Rockwood
- RM de Rosser
- RM de Springfield
- RM de St. Andrews
- RM de St. Clements
- RM de St. Franḉois Xavier
- RM de Taché
- RM de West St. Paul

## Démographie
| 2001    | 2006    | 2011    | 2016    |
| ------- | ------- | ------- | ------- |
| 676 594 | 694 668 | 730 018 | 778 489 |